# Ясенник-Старий
Ясенник-Старий (пол. Jasiennik Stary) — село в Польщі, у гміні Потік-Горішній Білґорайського повіту Люблінського воєводства.
Населення — 402 особи (2011).
У 1975-1998 роках село належало до Замойського воєводства.

## Демографія
Демографічна структура станом на 31 березня 2011 року:
|          | Загалом | Допрацездатний вік | Працездатний вік | Постпрацездатний вік |
| -------- | ------- | ------------------ | ---------------- | -------------------- |
| Чоловіки | 200     | 38                 | 134              | 28                   |
| Жінки    | 202     | 33                 | 107              | 62                   |
| Разом    | 402     | 71                 | 241              | 90                   |